# Przymroczek Saviego
Przymroczek Saviego, karlik Saviego (Hypsugo savii) – gatunek ssaka z podrodziny mroczków (Vespertilioninae) w obrębie rodziny mroczkowatych (Vespertilionidae).

## Taksonomia
Gatunek po raz pierwszy zgodnie z zasadami nazewnictwa binominalnego opisał w 1837 roku francuski zoolog Karol Lucjan Bonaparte, nadając mu nazwę Vespertilio savii. Holotyp pochodził z Pizy, we Włoszech.
Hypsugo savii należy do eurazjatyckiego kladu blisko spokrewnionego z H. alaschanicus, H. ariel i H. arabicus. H. alaschanicus jest często zaliczany do H. savii jako podgatunek, ale dane morfologiczne i genetyczne potwierdzają jego status jako odrębnego gatunku. W obrębie H. savii istnieją cztery bardzo rozbieżne linie rodowe, które mogą być odrębnymi gatunkami; marokańska, południowo-zachodnia europejska (od południowej części Półwyspu Iberyjskiego do Szwajcarii), lewantyjska oraz południowo-wschodnia europejska i anatolijska (wraz z niektórymi okazami z Izraela). Autorzy Illustrated Checklist of the Mammals of the World rozpoznają cztery podgatunki. Podstawowe dane taksonomiczne podgatunków (oprócz nominatywnego) przedstawia poniższa tabelka:
| Podgatunek        | Oryginalna nazwa                | Autor i rok opisu | Miejsce typowe                             |
| ----------------- | ------------------------------- | ----------------- | ------------------------------------------ |
| H. s. austenianus | Pipistrellus austenianus        | Dobson, 1871      | Czerapuńdżi, góry Khasi, Meghalaya, Indie. |
| H. s. caucasicus  | Vesperugo (Vesperus) caucasicus | Satunin, 1901     | Tbilisi, Gruzja.                           |
| H. s. darwini     | Scotophilus darwini             | Tomes, 1859       | Las Palmas, Wyspy Kanaryjskie, Hiszpania.  |

### Etymologia
- Hypsugo: gr. ὑψι hupsi „w górze”, wysoko; końcówka -ugo[22].
- savii: Paolo Savi (1798–1871), włoski przyrodnik, zoolog, paleontolog i geolog[23].
- austenianus: Henry Haversham Godwin-Austen (1834–1923), angielski topograf, przyrodnik, geolog i geometra[24].
- caucasicus: nowołac. Caucasicus „kaukaski”, od łac. Caucasius „kaukaski, z Kaukazu”, od Caucasus „góry Kaukaz”, od gr. Καυκασος Kaukasos „góry Kaukaz”[25].
- Аdarwini: Charles Robert Darwin (1809–1882), brytyjski przyrodnik, podróżnik (przyrodnik podczas wyprawy HMS „Beagle” w latach 1831–1836), współtwórca teorii ewolucji przez dobór naturalny[26].

## Zasięg występowania
Przymroczek Saviego występuje w Eurazji i Afryce, zamieszkując w zależności od podgatunku:
- H. savii savii – południowo-środkowa i wschodnia Europa od Włoch do Półwyspu Bałkańskiego, Anatolia, Rodos, Lewant, Kreta i Cypr; ekspansja na środkową Europę w ciągu ostatnich 30 lat (zasiedlił Czechy i Słowację, zaś w 2013 roku po raz pierwszy stwierdzono go w Polsce[27]).
- H. savii austenianus – znany tylko z miejsca typowego w północno-wschodnich Indiach (góry Khasi, Meghalaya).
- H. savii caucasicus – Półwysep Krymski i Kaukaz na wschód do zachodniego Kazachstanu, zachodnia Chińska Republika Ludowa i północno-zachodnie Indie.
- H. savii darwini – południowo-zachodnia Europa od Półwyspu Iberyjskiego do Szwajcarii, w tym Baleary, Korsyka, Sycylia, Sardynia i Montecristo oraz północna Afryka od północnego Maroka do północnej Tunezji wraz z Wyspami Kanaryjskimi i Wyspami Zielonego Przylądka (São Vicente i Santiago).

## Morfologia
Długość ciała (bez ogona) 40–55 mm, długość ogona 31–43 mm, długość ucha 12–15 mm, długość tylnej stopy 7–9 mm, długość przedramienia 31,4–37,9 mm; masa ciała 5–9 g. Ubarwienie złocistożółte, długie i gęste futerko. Błona lotna na skrzydłach w kolorze ciemnym. Kariotyp wynosi 2n = 44 i FNa = 50.

## Ekologia
Występuje do 2600 m n.p.m. i jest najwyżej spotykanym z nietoperzy. Zamieszkuje tereny nizinne i górskie, zwłaszcza skaliste, żyje w niewielkich koloniach. Gatunek owadożerny. Na okres zimy schodzi w niskie partie dolin, gdzie pośród domostw ludzkich można spotkać go między krokwiami dachu. Kryjówki letnie znajdują się zwykle w szczelinach skalnych, rzadziej w budynkach.

## Ochrona
Od 2016 roku objęty jest w Polsce ścisłą ochroną gatunkową; wymaga ochrony czynnej.